# Javier May Rodríguez
Javier May Rodríguez (Comalcalco, Tabasco; 5 de mayo de 1966) es un político mexicano, miembro fundador del partido Morena. Desde el 1 de octubre de 2024 se desempeña como gobernador de Tabasco.
Se desempeñó como secretario de Bienestar durante el gobierno de Andrés Manuel López Obrador de 2020 a 2022. Además fue director general del Fondo Nacional de Fomento al Turismo, cargo el que renunció el 5 de septiembre de 2023 para buscar la candidatura de su partido a la gubernatura del estado de Tabasco en las elecciones estatales de Tabasco de 2024, siendo electo.

## Trayectoria
Estudió la preparatoria en el Colegio de Bachilleres Plantel 3. Inició su actividad política cuando conoció a Andrés Manuel López Obrador en el Éxodo por la democracia para denunciar fraudes electorales en Tabasco, consistió en una marcha de Tabasco a la Ciudad de México. El resultado fue la anulación del resultado electoral en tres municipios (Cárdenas, Nacajuca y Macuspana) donde se formaron Consejos Municipales.
En 1994 participó en la campaña de Andrés Manuel López Obrador a gobernador de Tabasco y en un segundo “Éxodo por la Democracia” a la Ciudad de México para denunciar fraude electoral en dicho proceso.
En el segundo “Éxodo”, que movilizó a miles de tabasqueños por carreteras y poblados desde Villahermosa hasta la capital del país, Andrés Manuel López Obrador lo designó como responsable logístico.
Entre 1995 y 1999 ocupó cargos directivos en los comités estatal y municipal del PRD en Tabasco y en el 2000 participó en la campaña a Jefe de Gobierno del Distrito Federal de Andrés Manuel López Obrador.

### Diputado local (2001-2003)
En 2000 fue elegido diputado a la LVII Legislatura del Congreso del Estado de Tabasco, en la que fue presidente de la Comisión de Asuntos Electorales, cargo cuyo periodo concluyó en 2003.

### Presidente municipal de Comalcalco (2007-2009 y 2016-2017)
Fue presidente municipal de Comalcalco en dos ocasiones, la primera de 2007 a 2009 y la segunda de 2016 a 2017.
Considerado como uno de los fundadores en el 2011 del partido Movimiento Regeneración Nacional, que fue creado como un movimiento político y social impulsado por Andrés Manuel López Obrador, como parte de su campaña presidencial en las elecciones federales de 2012, donde fungió como coordinador de campaña de la tercera circunscripción y que lo llevaría a la presidencia en las elecciones federales de México de 2018.
En el año 2013 fue el primer Dirigente Estatal del Partido Morena en Tabasco.

### Senador por Tabasco (2018)
Pidió licencia como presidente municipal para ser candidato a Senador de la República en las elecciones de 2018 por la coalición Juntos Haremos Historia, siendo electo en segunda fórmula junto con Mónica Fernández Balboa para las legislaturas LXIV y LXV, que concluirán en 2024, en donde formó parte de las comisiones de: Reforma Agraria, Agricultura, Ganadería, Pesca y Desarrollo Rural; Desarrollo y Bienestar, Energía y Recursos Hidráulicos.
El 29 de noviembre de 2018 solicitó y obtuvo licencia como Senador para ocupar el cargo de Subsecretario de Planeación, Evaluación y Desarrollo Regional de la Secretaría de Bienestar; en dicho cargo fue el responsable de iniciar el programa Sembrando Vida, cuyo propósito es atender la pobreza rural y la degradación ambiental a partir del rescate al campo, la regeneración del tejido social y la reactivación económica.

### Secretario de Bienestar (2020-2022)
El primero de septiembre de 2020 fue designado por el presidente Andrés Manuel López Obrador como Secretario de Bienestar, desde donde estuvo a cargo de los programas de pensiones y apoyos para personas adultas mayores, personas con discapacidad y el programa para el bienestar de las niñas y niños de madres trabajadoras y tandas para el bienestar.

### Director general del FONATUR (2022-2023)
A partir del 11 de enero de 2022 fue nombrado director general del Fondo Nacional de Fomento al Turismo (Fonatur) teniendo bajo su responsabilidad una de las obras emblemáticas de la administración federal el Tren Maya cargo al que renunció el 5 de septiembre de 2023.

### Gobernador de Tabasco
El 30 de septiembre de 2024 tomó protesta como Gobernador Constitucional del estado de Tabasco.